# Saison 2013-2014 du Dijon FCO
Maillots
Dernière mise à jour : 17 mai 2014.
Chronologie
Saison précédente Saison suivante
La saison 2013-2014 du Dijon FCO est la neuvième saison de ce club en Ligue 2, après avoir terminé 7e de Ligue 2 la saison précédente.

## Avant-saison

### Transferts
Décidée depuis quelque temps en interne, la venue du meneur de jeu niortais Johan Gastien, fils de l'entraîneur des chamois, est officialisée par le club le premier jour du mercato estival. Lors de cette même journée du 1er juillet, Christopher Jouffreau revient de son prêt à Épinal, en National. Le troisième mouvement de ce jour est le départ de l'ailier Mehdi Courgnaud, qui ne rentrait pas dans les plans d'Olivier Dall'Oglio, en deuxième division belge, au RWS Bruxelles. Un autre départ est enregistré le premier jour du mercato, celui du portier international togolais Baba Tchagouni, qui n'a jamais réellement eu sa place dans l'effectif.
Trois jours après, le public dijonnais apprenait avec grand plaisir le retour au club de Florent Perraud, déjà présent entre 2004 et 2009, à la suite de la relégation de son club le CS Sedan.
Le lendemain, l'ancien joueur du Havre Brice Jovial s'engage pour un prêt en D2 chinoise, à Chengdu.
Quelques jours après, le franco-tchadien Sanaa Altama résiliait son contrat et s'engageait lui aussi en Belgique au Royal Mouscron-Peruwelz.
Prêté six mois plus tôt à Valenciennes, Younousse Sankharé s'engage le 18 juillet avec le promu breton Guingamp, pour un montant de 700 000 €
Le plus gros mouvement de ce mercato d'été intervient le 23 août, lorsque le transfert du gardien Baptiste Reynet à Lorient est rendu publique. En contrepartie, le Dijon FCO se fait prêter deux jeunes internationaux français une saison : un autre gardien, Benjamin Lecomte, et le milieu de terrain déjà présent la saison précédente Rémi Mulumba.
Pressenti depuis quelque temps, le transfert du milieu offensif Thomas Guerbert est entériné le dernier jour du mercato, il s'en va au FC Sochaux-Montbéliard pour près de deux millions d'euros. Pour combler cette perte, le DFCO récupère en prêt le frère de Morgan, Romain Amalfitano en provenance de Newcastle.
En cruel manque d'attaquants durant la première partie de saison (seul Koro Koné et Julio Tavarès seulement, le deuxième ayant été blessé), le DFCO accueil deux renforts offensifs durant l'intersaison. Il s'agit de Jérémie Bela, ex-joueur du RC Lens et arrivé à Dijon le 22 janvier, et de Loïs Diony, en provenance de Mont-de-Marsan, en CFA. Ce dernier s'est engagé le 30 janvier. Un troisième joueur a officiellement signé avec le club, il s'agit du jeune Brian Babit, formé au club, qui a signé son premier contrat professionnel le 22 janvier.
Du côté des départs, seuls deux joueurs ont quitté le navire cet hiver. Ce sont Lesly Malouda, le 14 janvier, qui a résilié son contrat, et Zié Diabaté, qui lui repart en prêt, en Belgique, jusqu'à la fin de la saison.

### Préparation d'avant-saison
Comme l'année passée, le DFCO prépare sa saison grâce à cinq matchs amicaux. Cette saison, le club l'a emporté deux fois, fait une fois match nul et s'est incliné à deux reprises. Ces matchs amicaux avaient mal débuté : une défaite à la fin du stage au Chambon-sur-Lignon face à Clermont (0 - 2) et à domicile face aux lillois (2 - 3). Le troisième match à Selongey a vu les hommes de Dall'Oglio l'emporter face au voisin auxerrois (1 - 0). Après un match nul face à Châteauroux (2 - 2), la pré-saison s'est terminée par une seconde victoire face à un club de Ligue 1, le FC Sochaux (4 - 0).

## L'équipe

### Effectif professionnel et encadrement
Le staff de l'équipe professionnelle est composé de huit personnes.
L'entraîneur, Olivier Dall'Oglio, ancien joueur professionnel à Strasbourg et Rennes notamment, est en place depuis 2012. Auparavant, il a déjà entraîné Alès et les Émirats arabes unis. Au DFCO depuis la saison 2010-2011, où il était entraîneur-adjoint. La saison suivante, il est devenu co-responsable du centre de formation.
Il est épaulé par l'entraîneur-adjoint, Stéphane Jobard. Cet ancien joueur professionnel lui aussi (Saint-Apollinaire, Cercle Dijon Football puis Dijon FCO) a commencé sa carrière de coach en 2010, en tant qu'entraîneur de l'équipe -19 ans dans son club de toujours, le DFCO. Il est rapidement passé à l'échelon supérieur en devenant entraîneur de l'équipe réserve, et a été nommé adjoint des pros lors de la nomination de Dall'Oglio.
La troisième personne composant le staff est l'entraîneur des gardiens. Il s'agit de Laurent Weber, lui aussi ancien joueur. Il a l'expérience du haut niveau puisqu'il a joué plusieurs saisons en D1 (Strasbourg, Bastia, Troyes et Istres). Après avoir commencé sa carrière d'entraîneur des gardiens à Istres, il part ensuite à Louhans-Cuiseaux puis Colmar avant d'arriver à Dijon en 2010. Après avoir entraîné les gardiens des équipes jeunes pendant deux saisons, il entraîne les professionnels depuis 2012.
Le préparateur physique du groupe se nomme Benjamin Guy. Il n'a pas été joueur, mais possède une solide expérience dans le club, dont il fait partie depuis 1999. Il débute en entraînant l'école de foot du Dijon FCO. En 2001, il devient préparateur physique adjoint des équipes de jeunes (U17, U19 et équipe réserve). En 2004, il passe entraîneur des U15, jusqu'en 2007 où il devient le coach des U14. Il passe entraîneur-adjoint de l'équipe féminine du club en 2010, poste qu'il occupera jusqu'en 2012. Pendant ce temps, il a aussi été préparateur physique de la sélection de Bourgogne féminine et a entraîné les U16 en 2010-2011. Il devient préparateur physique de l'équipe première à l'été 2011.
Maxime Flaman a lui débuté dans le monde du football professionnel en 2011, en même temps que son homologue préparateur physique. Il travaille d'ailleurs en étroite collaboration avec lui puisqu'il est chargé de la réathlétisation des athlètes. Son rôle consiste à prendre en main les joueurs dès leurs débuts après une blessure. Il s'occupe également du montage des séances vidéos, que lui demande le coach.
Nicolas Didry et Arnaud Thuret sont eux les deux kinésithérapeutes du club. Il assouvissent les besoins des joueurs en termes de massages après les rencontres et s'occupent des blessés. Ils sont aussi prêts à intervenir pendant une rencontre si un joueur reste au sol. Ils sont respectivement au club depuis 2011 et 2010. Dans la partie médicale, ils sont aidés de Patrick Marion, médecin du sport.
La dernière personne composant ce staff est Pascal Lejeune. C'est l'intendant, et il est ehargé de l'administration du groupe professionnel. Il gère notamment la laverie et réserve les hôtels pour les matchs à l'extérieur. Il est au club depuis 2010.

### Équipe-type
| Lecomte Paye Varrault Diallo Souprayen Gastien Cissé Marié Philippoteaux Bérenguer Tavarès |
| Équipe-type du Dijon FCO lors de la saison 2013-2014                                       |
| Lecomte Paye Varrault Diallo Souprayen Gastien Cissé Marié Philippoteaux Bérenguer Tavarès |

| no | Joueur               | Poste             | Doublure          |
| -- | -------------------- | ----------------- | ----------------- |
| 30 | Benjamin Lecomte     | Gardien de but    | Florent Perraud   |
| 13 | Pape Paye            | Défenseur droit   | Abdoulaye Bamba   |
| 27 | Cédric Varrault      | Défenseur central | William Rémy      |
| 5  | Zakaria Diallo       | Défenseur central | Steven Paulle     |
| 19 | Samuel Souprayen     | Défenseur gauche  | Abdoulaye Bamba   |
| 6  | Ousseynou Cissé      | Milieu défensif   | Sekou Baradji     |
| 14 | Jordan Marié         | Milieu            | Florent Mollet    |
| 22 | Johan Gastien        | Milieu            | Rémi Mulumba      |
| 7  | Florin Bérenguer     | Ailier droit      | Romain Amalfitano |
| 29 | Romain Philippoteaux | Ailier gauche     | Brian Babit       |
| 11 | Julio Tavarès        | Attaquant         | Koro Koné         |

### Statistiques

#### Individuelles
| Passeur              | Total |
| -------------------- | ----- |
| Florin Bérenguer     | 5     |
| Romain Philippoteaux | 5     |
| Romain Amalfitano    | 4     |
| Abdoulaye Bamba      | 3     |
| Zakaria Diallo       | 2     |
| Koro Koné            | 2     |
| Julio Tavarès        | 2     |
| Loïs Diony           | 1     |
| Jordan Marié         | 1     |
| Florent Mollet       | 1     |
| William Rémy         | 1     |
| Samuel Souprayen     | 1     |

| Buteur               | Total |
| -------------------- | ----- |
| Romain Philippoteaux | 9     |
| Julio Tavarès        | 8     |
| Brian Babit          | 7     |
| Florin Bérenguer     | 7     |
| Johan Gastien        | 7     |
| Ousseynou Cissé      | 5     |
| Koro Koné            | 4     |
| Loïs Diony           | 3     |
| Romain Amalfitano    | 2     |
| Zakaria Diallo       | 2     |
| Rémi Mulumba         | 2     |
| Grégory Thil         | 2     |
| Abdoulaye Bamba      | 1     |
| Sekou Baradji        | 1     |
| Jordan Marié         | 1     |
| William Rémy         | 1     |
| Samuel Souprayen     | 1     |
| Cédric Varrault      | 1     |

#### Collectives
| Compétition       | Matches joués | Gagnés | Nuls | Perdus | Buts pour | Buts contre | Différence |
| ----------------- | ------------- | ------ | ---- | ------ | --------- | ----------- | ---------- |
| Ligue 2           | 38            | 14     | 15   | 9      | 53        | 45          | +8         |
| Coupe de France   | 4             | 2      | 1    | 1      | 13        | 8           | +5         |
| Coupe de la Ligue | 1             | 0      | 0    | 1      | 0         | 3           | -3         |
| Total             | 43            | 16     | 16   | 11     | 66        | 56          | +10        |

#### Internationales
| Joueurs       | Éliminatoires Coupe du monde | Éliminatoires Coupe du monde | Éliminatoires Coupe du monde | Éliminatoires Coupe du monde | Matchs amicaux | Matchs amicaux | Matchs amicaux | Matchs amicaux | Total | Total       | Total  | Total        |
| Joueurs       | MJ                           | But inscrit                  | Averti                       | Carton rouge                 | MJ             | But inscrit    | Averti         | Carton rouge   | MJ    | But inscrit | Averti | Carton rouge |
| ------------- | ---------------------------- | ---------------------------- | ---------------------------- | ---------------------------- | -------------- | -------------- | -------------- | -------------- | ----- | ----------- | ------ | ------------ |
| Julio Tavarès | 2                            | 0                            | 0                            | 0                            | 1              | 0              | 0              | 0              | 3     | 0           | 0      | 0            |

## Matchs en club

### Championnat

#### Journées 1 à 5
Le premier match de cette saison, à Caen, était compliqué sur le papier. Et cela s'est vérifié sur le terrain, avec une victoire nette et sans bavure des locaux, 3-1. Malgré une première mi-temps sérieusement menée, les Bourguignons ont été dominés. Malgré l'égalisation de Guerbert, le second but, marqué sur coup de pied arrêté, a ruiné les espoirs dijonnais.
Lors de la seconde rencontre, la réception du Racing Club de Lens, le DFCO a contredit tous les bookmakers et a dominé la partie. Malheureusement, la grosse domination des locaux en première mi-temps ne s'est pas terminée par une avalanche de buts, mais par un seul, l'œuvre de Florin Bérenguer, dont le tir est légèrement contré. Mais juste avant la pause, la recrue Johan Gastien se fait prendre le ballon sur le côté de la surface, et après un joli centre, Chavarria égalise pour les nordiste. La deuxième mi-temps est plus à l'avantage des visiteurs, et le score en reste là. C'est le premier point pour Dijon.
Le match suivant est une réception compliquée, celle d'Angers. Malgré une très bonne entame de match, et l'ouverture du score de Thomas Guerbert, d'une frappe dans la lucarne, à la 6e minute, les angevins ont été beaucoup plus adroits balle au pied. Après l'égalisation grâce à la vitesse de Diers en milieu de premier acte (22e), un penalty aidera les visiteurs à prendre l'avantage. Le dernier but inscrit en fin de match (90+4e) est anecdotique, la prestation des dijonnais n'a pas été suffisante.
Le déplacement a Brest la semaine suivante s'annonçait difficile. Ce sont deux équipes joueuses qui se présentent, et le nombre d'occasions est élevé en première mi-temps. Durant la seconde partie du match, les deux équipes se calment et le match en deviens presque ennuyant. Jusqu'à une magnifique tête du cap-verdien Julio Tavarès sur le poteau à la 80e. Le score en restera là, et les gardiens garderont leurs cages inviolées. Une victoire dijonnaise aurait pu être envisagée avec plus de réussite.
Le cinquième match se déroule à Gaston-Gérard, il s'agit de la réception du Stade Lavallois. C'est aussi le premier match du gardien Benjamin Lecomte. La première mi-temps est très pauvre en occasions, et le public manifeste cette sensation lors du coup de sifflet de l'arbitre. La délivrance interviendra à un quart d'heure de la fin (75e), lorsqu'après un une-deux entre Philippoteaux et Baradji le premier cité délivre un caviar pour Tavarès, qui n'a plus qu'à conclure. Le match se termine et le DFCO tien enfin sa première victoire de la saison.

### Coupe de France
Le Dijon FCO a réussi un beau parcours dans la principale coupe nationale cette saison. Après avoir dominé les nîmois fort logiquement chez eux, 2-1, le 8e tour a été une formalité, face à une équipe de Fabrègues très vite dépassée par la technique des professionnels. Ce match a vu les premiers buts en professionnel du jeune Brian Babit.
Le match suivant, à Aubagne, a été lui bien plus difficile. Malgré une équipe quasiment type, les Dijonnais sont à la peine et même menés à la mi-temps. Les dix dernières minutes sont très animées, et après l'égalisation de Babit, les locaux reprennent l'avantage à la 87e. C'est le défenseur central Ousseynou Cissé qui viendra arracher la prolongation au bout du temps additionnel. Durant les prolongations, un joueur aubagnais est exclu, après un second carton jaune. Mais cela remotive ses compatriotes, et le capitaine inscrit un nouveau but, sur penalty, à six minutes de la fin du match. Malheureusement pour le club amateur, un débordement rageux de Florin Bérenguer dans les arrêts de jeu lui permettra de marquer un but, celui qui emmène les deux équipes aux tirs au but. Reggad, le capitaine, manque son premier tir, et les neuf autres marquent. Une qualification héroïque.
En 16e de finale, c'est le voisin auxerrois qui s'offre au DFCO. Le match est équilibré, et les supporteurs dijonnais, en nombre, poussent leur équipe. À la 86e minute, Olivier Dall'Oglio tente d'amener de la fraîcheur et fait entrer l'ailier Brian Babit. Quelques secondes après, le jeune dijonnais est averti pour un contact sur un défenseur local. Le temps réglementaire se termine, et l'arbitre envoie les équipes en prolongation. Juste avant la mi-temps de celle-ci, la défense auxerroise récupère le ballon et les visiteurs les pressent. Un tournant du match arrive lorsque le latéral droit des blancs et bleus s’effondre devant Babit. L'arbitre voit rouge, et expulse le dijonnais. Fiers de leur stratagème, les locaux, plus motivés que jamais, ne laissent plus le DFCO sortir de leur partie de terrain, et l'ancien stéphanois Lynel Kitambala marque un troisième but au bout du temps supplémentaire.

### Coupe de la Ligue
Le parcours du club dijonnais cette année en Coupe de la Ligue est très court : un tour et puis s'en va. Le premier tour face aux clermontois a été tout aussi que le match de pré-saison, les visiteurs ont été dominés et la défaite est logique.

## Affluence
Affluence du Dijon FCO à domicile

## Équipe réserve

### Classement
| Rang                                                      | Équipe                | Pts | J  | G  | N  | P  | Bp | Bc | Diff |
| --------------------------------------------------------- | --------------------- | --- | -- | -- | -- | -- | -- | -- | ---- |
| 1                                                         | AS Saint-Étienne rés. | 74  | 26 | 13 | 9  | 4  | 48 | 20 | +28  |
| 2                                                         | Clermont Foot rés. R  | 74  | 26 | 13 | 9  | 4  | 46 | 27 | +19  |
| 3                                                         | Andrézieux ASF        | 73  | 26 | 14 | 5  | 7  | 37 | 29 | +8   |
| 4                                                         | Bourges 18            | 70  | 26 | 12 | 8  | 6  | 46 | 32 | +14  |
| 5                                                         | Dijon FCO rés.        | 65  | 26 | 10 | 9  | 7  | 47 | 34 | +13  |
| 6                                                         | Chambéry SO           | 63  | 26 | 8  | 13 | 5  | 40 | 31 | +9   |
| 7                                                         | Le Puy 43             | 62  | 26 | 9  | 9  | 8  | 32 | 30 | +2   |
| 8                                                         | AJ Auxerre rés. R     | 61  | 26 | 9  | 8  | 9  | 44 | 33 | +11  |
| 9                                                         | Evian TG rés.         | 59  | 26 | 9  | 6  | 11 | 32 | 46 | -14  |
| 10                                                        | Louhans-Cuiseaux FC   | 59  | 26 | 9  | 6  | 11 | 33 | 46 | -13  |
| 11                                                        | FC Gueugnon P         | 58  | 26 | 9  | 5  | 12 | 31 | 29 | +2   |
| 12                                                        | Bourgoin-Jallieu P    | 52  | 26 | 5  | 11 | 10 | 29 | 43 | -14  |
| 13                                                        | AS Moulins rés. P     | 49  | 26 | 6  | 5  | 15 | 29 | 49 | -20  |
| 14                                                        | Feurs US              | 35  | 26 | 1  | 7  | 17 | 19 | 64 | -45  |
| - Promotion en CFA 2014-2015 - Relégation en DH 2014-2015 |                       |     |    |    |    |    |    |    |      |